# Against the Law
Against the Law foi uma série de curta duração exibida pela FOX, entre 1990 e 1991. Curiosamente, esta foi uma das poucas séries da FOX que foi ao ar às 22h, pois a partir do ano seguinte, esta faixa foi completamente eliminada da programação da emissora.
A série estava centrada em um eficiente advogado da cidade Boston, Simon McHeath, que largou uma carreira de sucesso em uma grande firma, para abrir seu próprio escritório.

## Elenco
- Michael O'Keefe como Simon McHeath
- Suzzanne Douglass como Yvette Carruthers
- Elizabeth Ruscio como Elizabeth Verhagen
- M.C. Gainey como J.T. "Miggsy" Meigs
- Fritz Weaver como Skipper Haverhill
- Barbara Williams como Phoebe